# 陶高延诺尔
陶高延诺尔是一个位于中国内蒙省鄂托克旗县的湖泊，面积约为15平方千米。